# Ugolino di Tedice

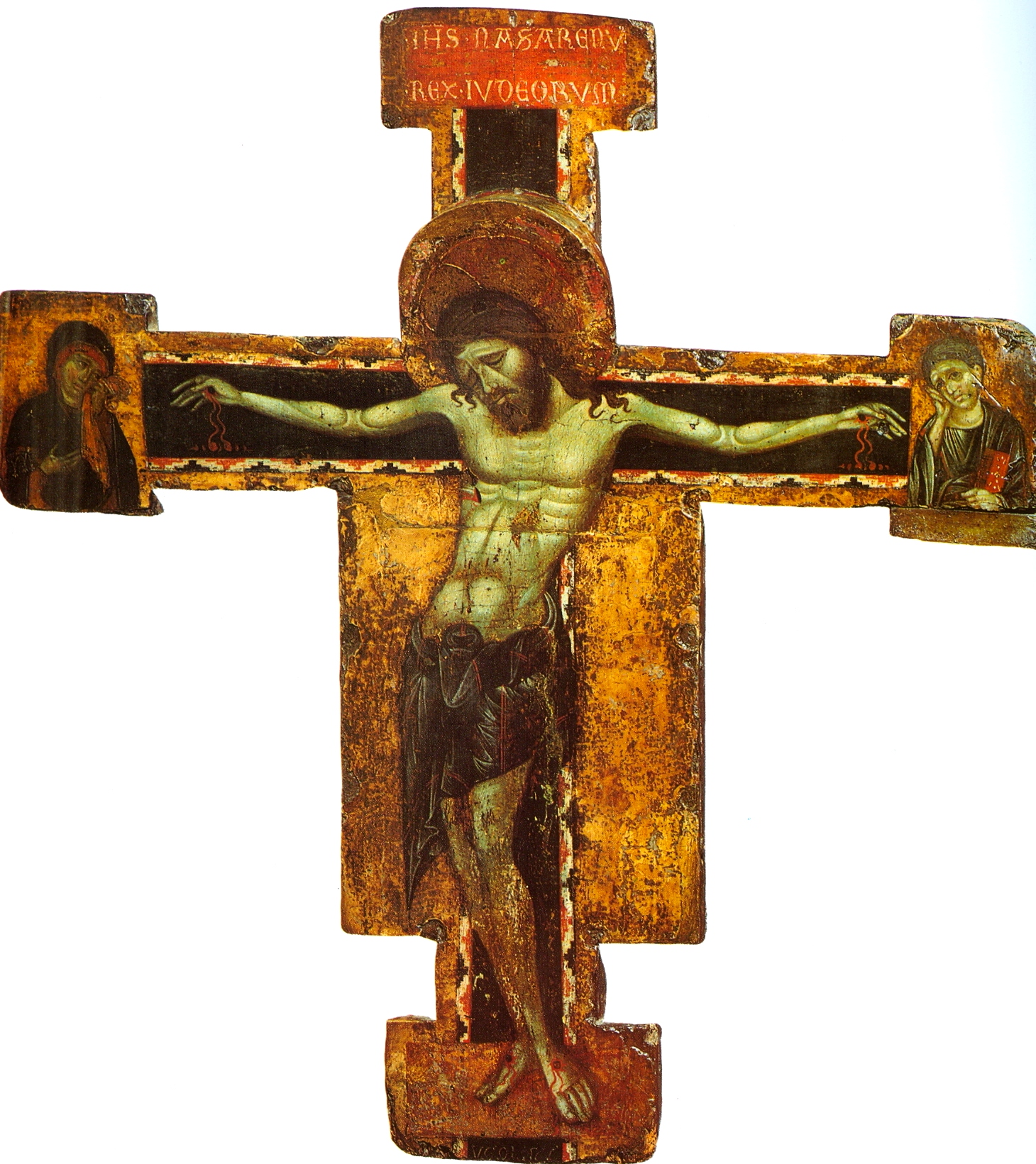
Crocifissione, Ermitage, San Pietroburgo.

Ugolino di Tedice (Pisa, ... – XIII secolo) è stato un pittore italiano.

## Biografia
Appartenente ad una celebre famiglia di pittori, comparabile ai Berlinghieri, Ugolino era il fratello minore di Enrico. Anche suo figlio, Ranieri di Ugolino, intraprese in seguito la professione familiare. Dalla critica recente è stato identificato con il Maestro di San Martino.
L'unica sua opera certa è una Crocifissione, ora conservata all'Ermitage di San Pietroburgo, che porta la firma Ugolinus e che risente di forti influssi giunteschi.